# Poreč
Die Stadt Poreč [ˈpɔrɛtʃ] (kroatisch) oder Parenzo (italienisch; historisch lateinisch Parens oder Parentium; historischer deutscher Name: Parenz) ist eine der bedeutendsten Küstenstädte an der Westküste der Halbinsel Istrien in Kroatien, neben Rovinj (Rovigno) und dem urbanen Zentrum Pula (Pola). Die Stadt hat 16.607 Einwohner (Stand 2021). Das wohl bedeutendste Bauwerk in Poreč ist das Bischofsgebäude mit der Euphrasius-Basilika, das von der UNESCO in das Weltkulturerbe aufgenommen wurde. Die Stadt ist außerdem Sitz der katholischen Diözese Poreč-Pula.

## Geografie und Wirtschaft
Poreč liegt auf einer schmalen Halbinsel, die durch die vorgelagerte kleine Insel Sveti Nikola (San Nicolo, St. Nikolai) geschützt wird. Es bildet zusammen mit angrenzenden und zum Teil eingegliederten Gemeinden das größte und vom Angebot her vielfältigste Touristenzentrum Istriens. In den Sommermonaten steigt die Einwohnerzahl auf 70.000.
Die bei genügender Bewässerung sehr fruchtbaren Roterdeböden in der Umgebung von Poreč werden landwirtschaftlich sehr intensiv genutzt. Es wird Obst, Gemüse, vor allem aber Wein kultiviert. Die alten bodenständigen Sorten wie der gelbe bis grünlichgelbe Malvasier und der rote Teran werden immer häufiger moderneren Reben geopfert. Nördlich von Poreč, in der Gegend von Tar-Vabriga, wird ein qualitativ hochwertiges Olivenöl erzeugt.
Parenzo war 1902–1935 vorläufiger Endpunkt der Lokalbahn Triest–Parenzo zur besseren verkehrstechnischen Anbindung ans Hinterland, heute dient diese 153 km lange Trasse als Radwanderweg.

## Geschichte
Die Gegend war schon sehr früh besiedelt, wie Funde aus dem Neolithikum sowie der Bronzezeit belegen. Um 800 v. Chr. siedelte der illyrische Stamm der Histrier in diesem Gebiet, wahrscheinlich entstand in dieser Zeit auch der erste geschützte Hafen. Das Siedlungszentrum der Histrier, die der Halbinsel auch ihren Namen gaben, lag in Nesactium, in der Nähe von Pula.
Um 100 v. Chr. gelang es den Römern, die Histrer zu besiegen. In Parentium legten sie ein befestigtes Lager (castrum) an, in dessen Nähe sich eine römische Zivilsiedlung (oppidum) sehr schnell entwickelte und schließlich unter Kaiser Tiberius den Rang einer Kolonie (Colonia Iulia Parentium) erhielt. Die planmäßige Anlage mit den beiden Hauptstraßen Decumanus und Cardo Maximus sowie dem im Zentrum liegenden Forum ist in ihren Grundzügen bis heute erhalten. Die Siedlung war Teil der Provinz Venetia et Histria.
Im 4. Jahrhundert n. Chr. wurde dort zum Schutz der adriatischen Küstengewässer ein Flottenstützpunkt der venetischen Flotte (classis Venetum) eingerichtet. Nach der Völkerwanderung geriet Parentium von 539 n. Chr. an für etwa 250 Jahre unter oströmische Herrschaft. Aus dieser Epoche stammt das wohl berühmteste Bauwerk der Stadt, die Euphrasius-Basilika. Die UNESCO erklärte die Kirche und ihre Nebengebäude 1997 zum Weltkulturerbe.

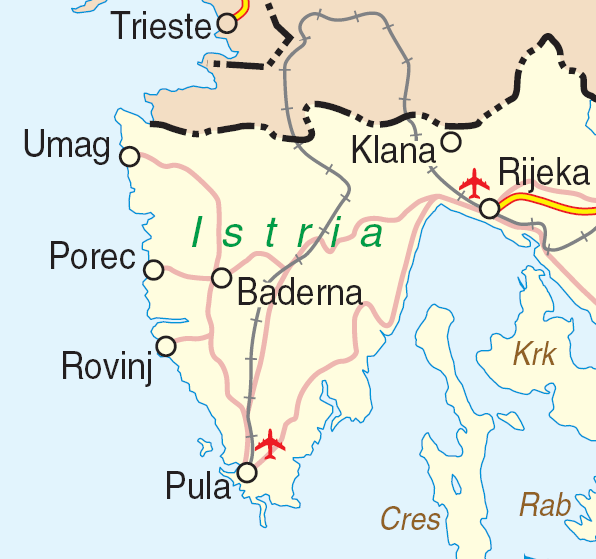
Poreč auf der Karte Istriens

Im Jahr 788 fiel die Stadt unter fränkische Herrschaft. Für kurze Zeit regierte ab 1232 der Patriarch von Aquileia, bis Venedig 1267 die Stadt einnahm und bis zum Ende der Dogenrepublik 1797 in ihrem Besitz hielt. Der heutige Baubestand entstand im Wesentlichen während dieser Zeit, doch wurde durch Bombardements im Zweiten Weltkrieg sehr viel zerstört.

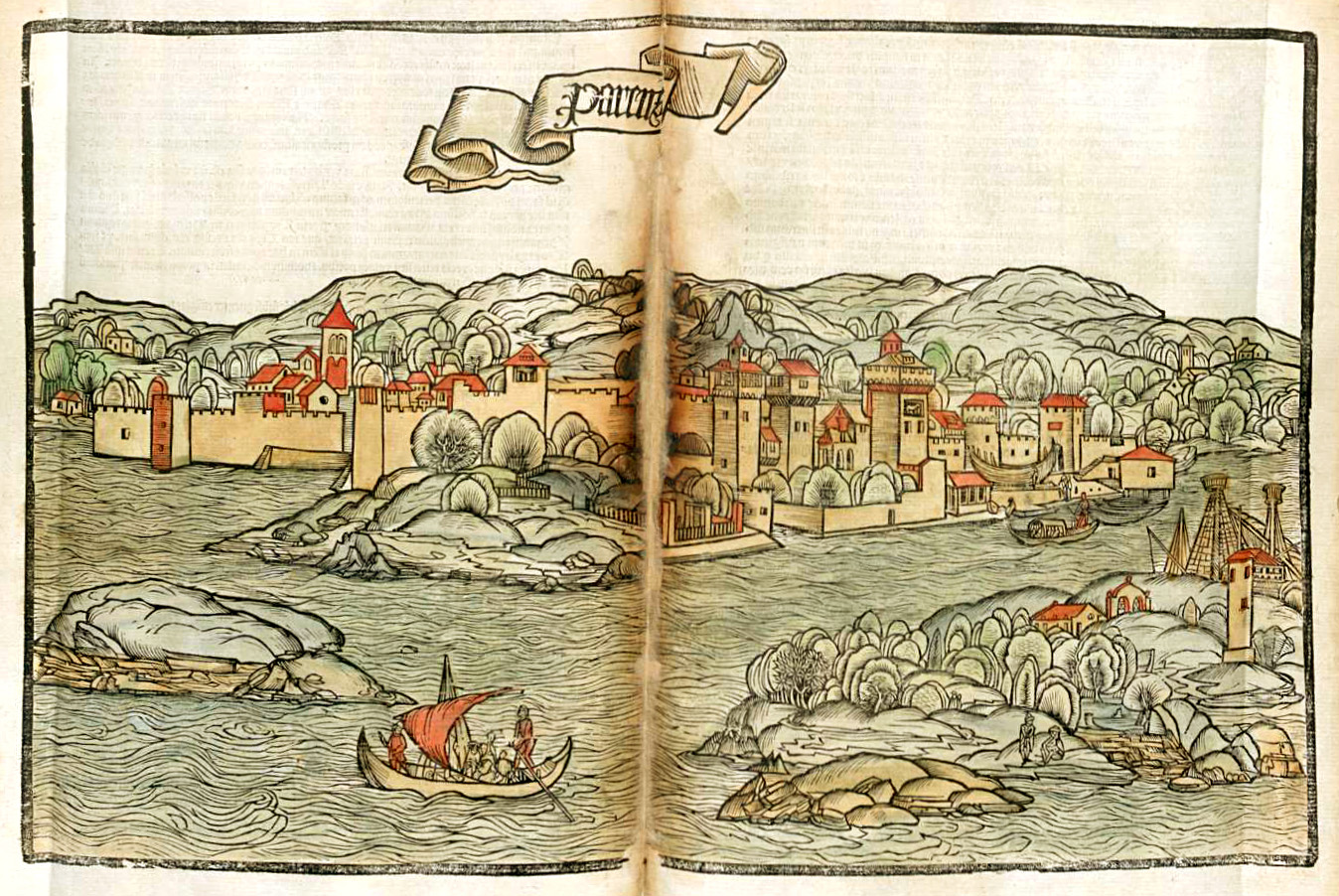
Seite aus dem Reisebuch des Bernhard von Breidenbach:Sanctae peregrinationes, illustriert und gedruckt in Mainz von Erhard Reuwich, 11. Februar 1486

1354 nahm eine genuesische Flotte Parenzo ein, plünderte es und zündete es an. Auch die Gebeine des Stadtpatrons St. Maurus wurden geraubt. 1440 war die Stadt von einem schweren Erdbeben betroffen, bei dem u. a. die Basilika beschädigt wurde.
Häufige Pestepidemien entvölkerten Parenzo jedoch immer mehr, so dass die Stadt gegen Ende des 17. Jahrhunderts kaum mehr als 100 Einwohner zählte.
Im 18. Jahrhundert und während der österreichischen Herrschaft seit 1797 bzw. 1815 erholte sich Parenzo sowohl wirtschaftlich als auch bevölkerungsmäßig, allerdings war das Übergewicht der italienischsprachigen Einwohner in jener Zeit noch größer als in den vorangegangenen Epochen. Dazu trugen nicht zuletzt auch Entscheidungen des in Parenzo tagenden istrischen Landtags bei. Das von der italienischsprachigen Oberschicht beherrschte Parlament bevorzugte einseitig das Italienische als Schulsprache in allen istrischen Städten, so auch in Parenzo. In der Verwaltung wurde Kroatisch lange Zeit nicht verwendet. Die österreichische Volkszählung des Jahres 1900 ermittelte für Parenzo 3390 Bürger italienischer und 13 slowenischer Muttersprache, während Kroaten überhaupt nicht vertreten waren.
Nach dem Zusammenbruch der Habsburgermonarchie 1918 war Parenzo bis zum Ende des Zweiten Weltkriegs Teil Italiens. 1944 gab es einen schweren Luftangriff der Alliierten. 1945 rückten die jugoslawischen Partisanen in die Stadt ein, worauf viele italienischsprachige Bewohner flohen und vertrieben wurden. In der Pariser Friedenskonferenz 1946 wurde Jugoslawien im Besitz ganz Istriens und damit auch Parenzos (fortan Poreč) bestätigt. Die Stadt wurde der Teilrepublik Kroatien zugeschlagen. Heute ist die Stadt Porec-Parenzo zweisprachig: Kroatisch und Italienisch sind die Amtssprachen.

Poreč, rechts im Hintergrund die Insel Sveti Nikola

Panorama der Stadt Poreč, aufgenommen von der Insel Sveti Nikola zur blauen Stunde.

### Tourismus
1907 wurde die Österreichische Riviera-Aktiengesellschaft in Istrien ins Leben gerufen, deren Zweck die Förderung der Bautätigkeit, der Kommunikationen und der Industrien in Istrien und Dalmatien war. Nach der Eröffnung des Hotel Riviera 1907 in Pola wurde von der Gesellschaft im Frühjahr 1910 in Parenzo ein gleichnamiges Hotel eröffnet, nachdem die Stadt Parenzo bis dahin einen höheren Ansprüchen genügenden Gasthof entbehrt hatte. Das Hotel am westlichsten Punkt der Halbinsel firmiert heute als Grand Hotel Palazzo ().

## Sehenswürdigkeiten

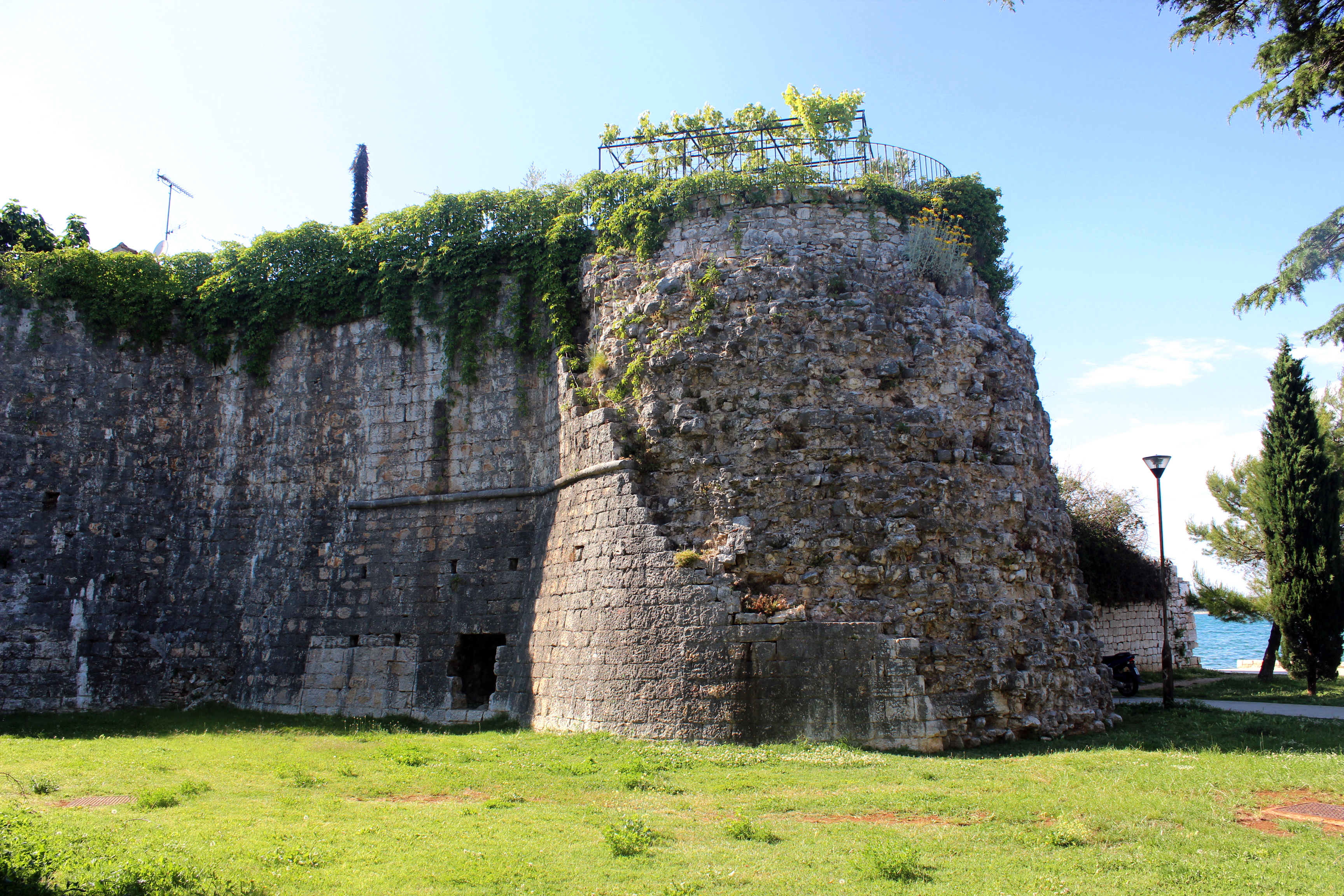
Nördlicher Wehrturm (Obrambena kula), 1473

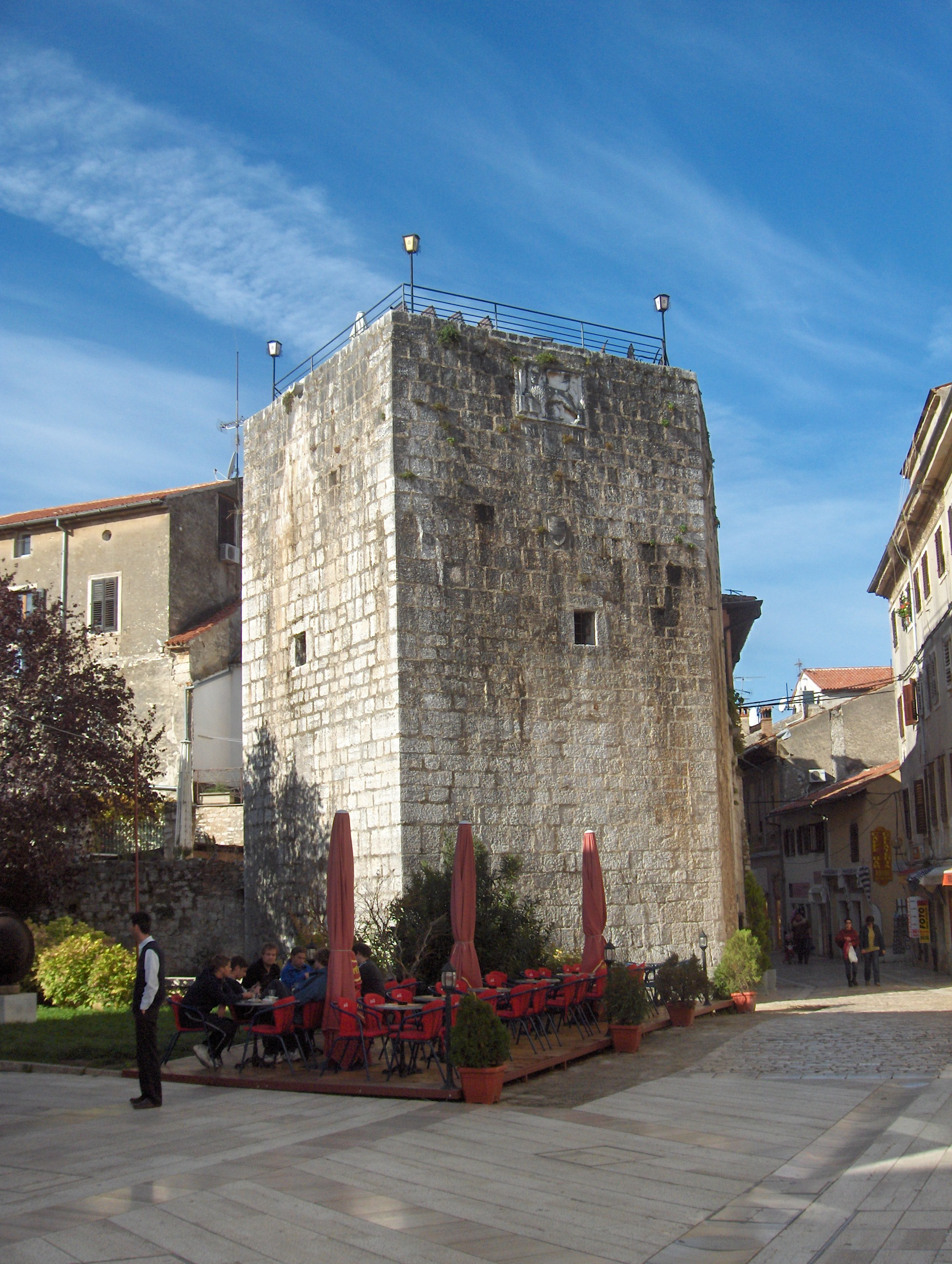
Fünfeckiger Turm (Peterokutna kula), 1447

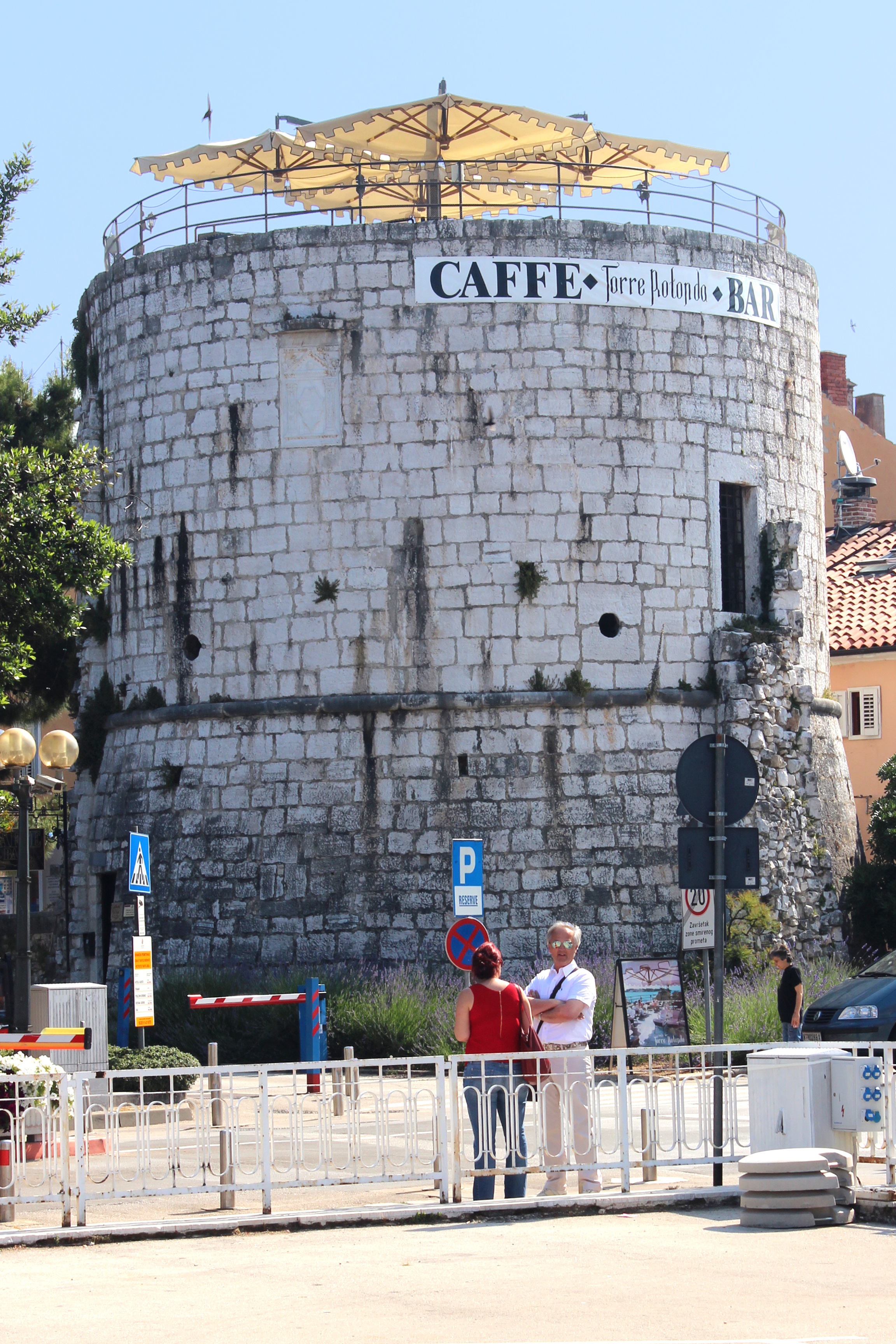
Runder Turm (Serenissima Kula / Torre rotondo), 1474

Die bekannteste Sehenswürdigkeit von Poreč ist die im nördlichen Teil der Halbinsel gelegene Euphrasius-Basilika und der sie umgebende Komplex kirchlicher Bauten (Baptisterium, Bischofspalast u. a.).
Von der ehemaligen mittelalterlichen, zwischen dem 12. und 16. Jahrhundert erstellten Stadtbefestigung mit den elf Türmen sind heute noch drei Türme erhalten:
- der nördliche Turm, errichtet 1473 von dem damaligen Statthalter Francesco Bondulimier. In der Nähe des Turms befinden sich noch Reste der ehemaligen Stadtmauer.
- der Fünfeckige Turm, errichtet 1447 vom Statthalter Nicolo Lion. Am Turm befindet sich das Relief eines venezianischen Löwen. Der im oberen Teil halboffene Turm beherbergt, zusammen mit dem Nachbargebäude, seit der im Jahr 1994 abgeschlossenen dreijährigen Renovierung ein Restaurant.
- der Runde Turm (Serenissima), errichtet 1474 vom Stadtverwalter Pietro de Mula. Der Turm kann bestiegen werden, auf der Terrasse des Turms befindet sich seit 2001 eine Bar (Torre Rotondo).

Die west-östlich verlaufende Hauptgasse Decumanus Corso ist nicht nur die Einkaufs- und Flaniermeile, dort befinden sich auch die meisten der historischen Bauten und Sehenswürdigkeiten.
Der Trg/Piazza Marafor (Forumsplatz), der ursprünglich aus der Römerzeit Forum Romanum hieß, ist ein kleiner Platz mit Überresten (Teile der Mauern und der Fundamente) römischer Tempeln. Die ursprüngliche römische Bepflasterung des Platzes blieb erhalten und ist an einigen Stellen sichtbar. Westlich des Parks am Ende der Hauptgasse Decumanus stehen die Reste zweier römischer Tempel. Der Marstempel (auch Großer Tempel genannt) war einst zu Beginn des 1. Jahrhunderts einer der größten Tempel in Istrien. Die verbliebenen Ruinen des Neptun Tempel, unter anderem die Steinsäulen, stammen ebenfalls aus dem 1. Jahrhundert.
Ein Bauwerk im romanischen Stil ist das Romanische Haus (Romanička kuća/Casa Romana). Es wurde im 13. Jahrhundert errichtet. Markant für das Gebäude ist der hervortretende Holzbalkon, wie auch die außenwändige steinerne Treppe und der vor dem Treppenaufgang befindliche steinerne Brunnen aus dem 15. Jahrhundert. Des Weiteren besitzt es ein Biforium und eine monolithische Archivolte.
Gleich mehrere gotische Gebäude befinden sich entlang der Decumanus Corso am Platz Trg Matije Gupca, so der gotische Gebäudekomplex (Kompleks gotičkih kuća), der Zuccato-Palast (Palazzo Zucatto), wo sich heute eine Kunstgalerie befindet, sowie zwei weitere Gebäude aus dem 15. Jahrhundert (Gotička kuća).
Der Palazzo Polesini (1896), westlich des Trg/Piazza Marafor gelegen und heute als Hotel genutzt, und das Palais Sinčič (1729) an der Decumanus Corso sind zwei spätgotische Adelssitze. In letzterem befindet sich das 1884 eröffnete (seit einigen Jahren jedoch geschlossene) Heimatmuseum der Poreština, mit prähistorischen, antiken und mittelalterlichen Sammlungen.
Sehenswerte Beispiele später romanischer Architektur sind das Kanonikerhaus, errichtet Mitte des 13. Jahrhunderts, sowie das einstöckige, im 14. und 15. Jahrhundert erbaute Haus der zwei Heiligen mit den Relieffiguren der beiden Heiligen an der Außenwand.
Entlang der Hafenstraße, der Riva-Obala marsaia tita, steht das Theatergebäude aus dem Jahr 1886, mit einer auffälligen Skulptur auf dem Dach und zwei an der Fassade angebrachte Reliefs des Wappens von Poreč. Gleich angrenzend, durch eine kleine Parkanlage mit Denkmal getrennt, befindet sich das Rathaus aus dem Jahr 1909, erbaut von den Architekten Ruggero Berlam und Arduino Berlam aus Triest.
Ganz im Westen der Halbinsel der historischen Altstadt von Poreč steht vor einem großen Platz die von 1743 bis 1770 im neoklassischen Stil erbaute Liebfrauenkirche (Crkva Gospe od Anđela).
Der Landtagspalast (Sabornica), im 13. Jahrhundert als gotische Kirche (Franziskanerkirche) erbaut und im 18. Jahrhundert barockisiert, dient heute als Saal für Konzerte und Ausstellungen. Bis gegen Ende des 19. Jahrhunderts tagte hier der Landtag Istriens.

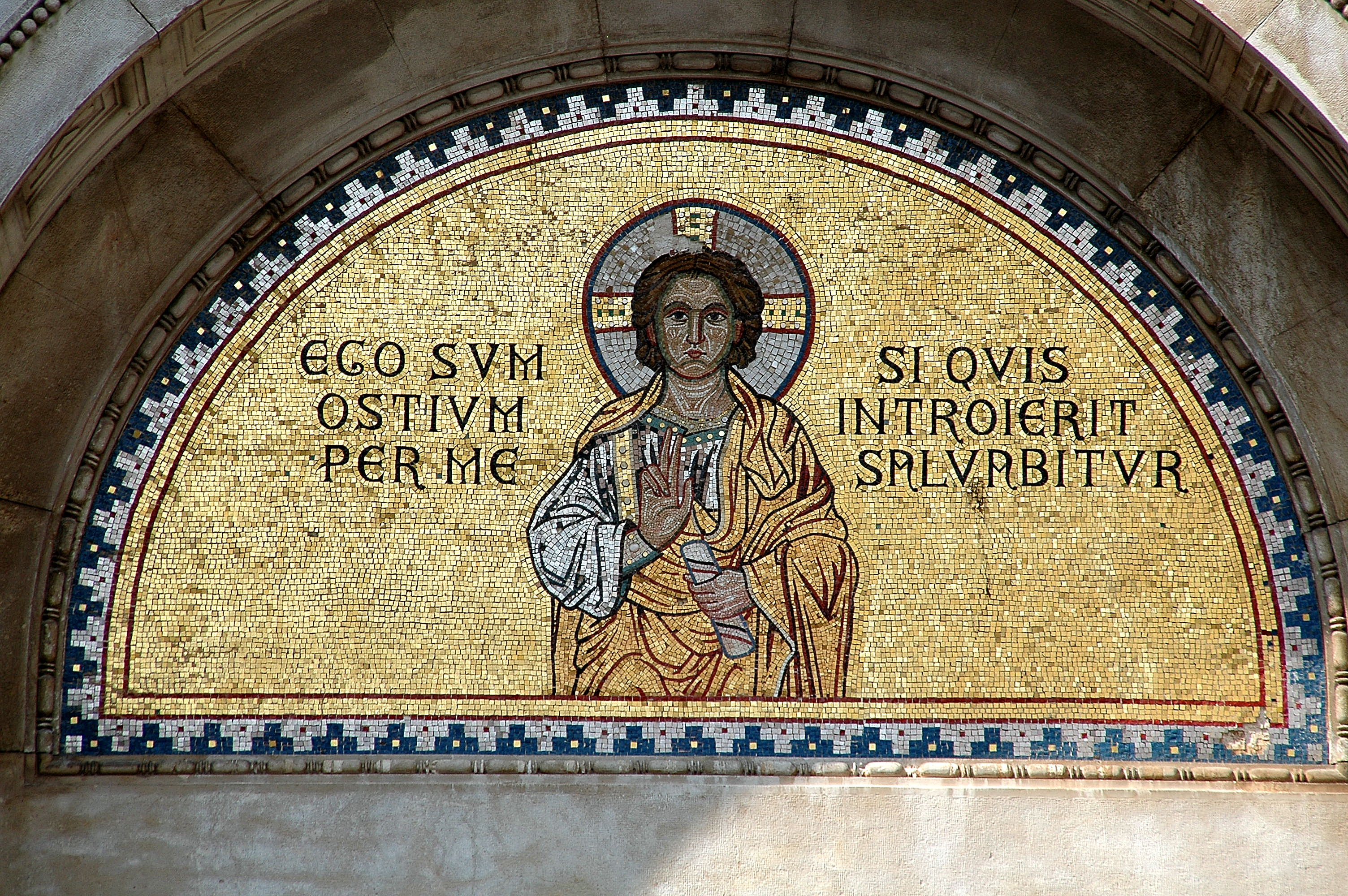
Mosaik über dem Portal zur Euphrasius-Basilika in Poreč
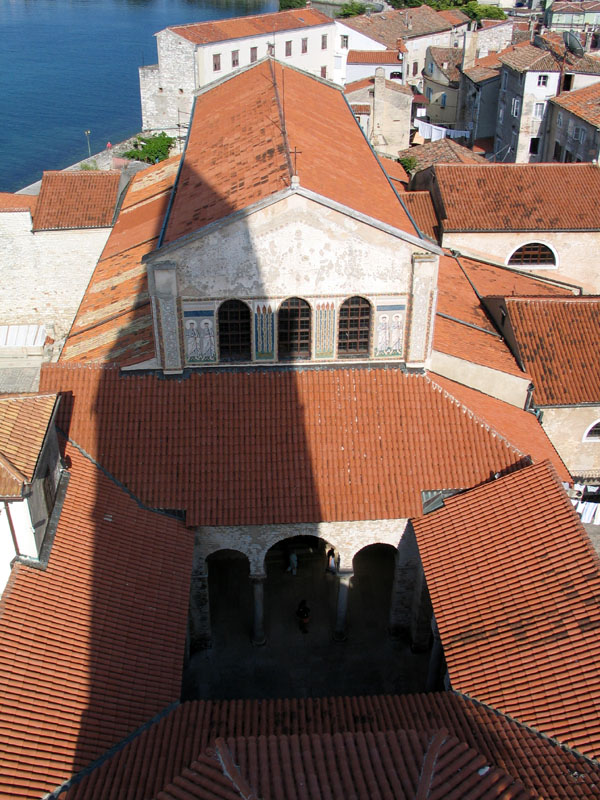
Die Euphrasius-Basilika
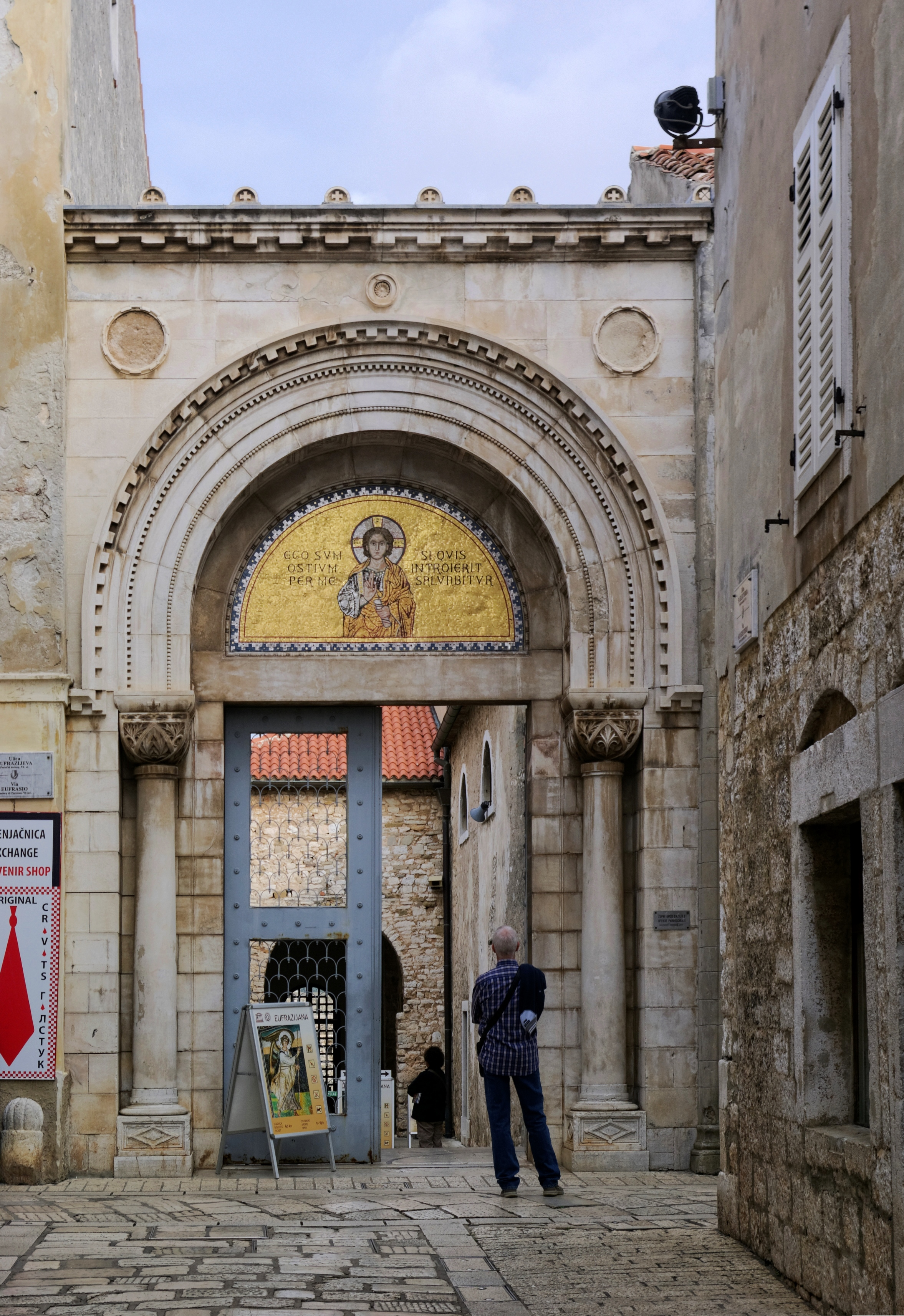
Eingangsportal der Basilika
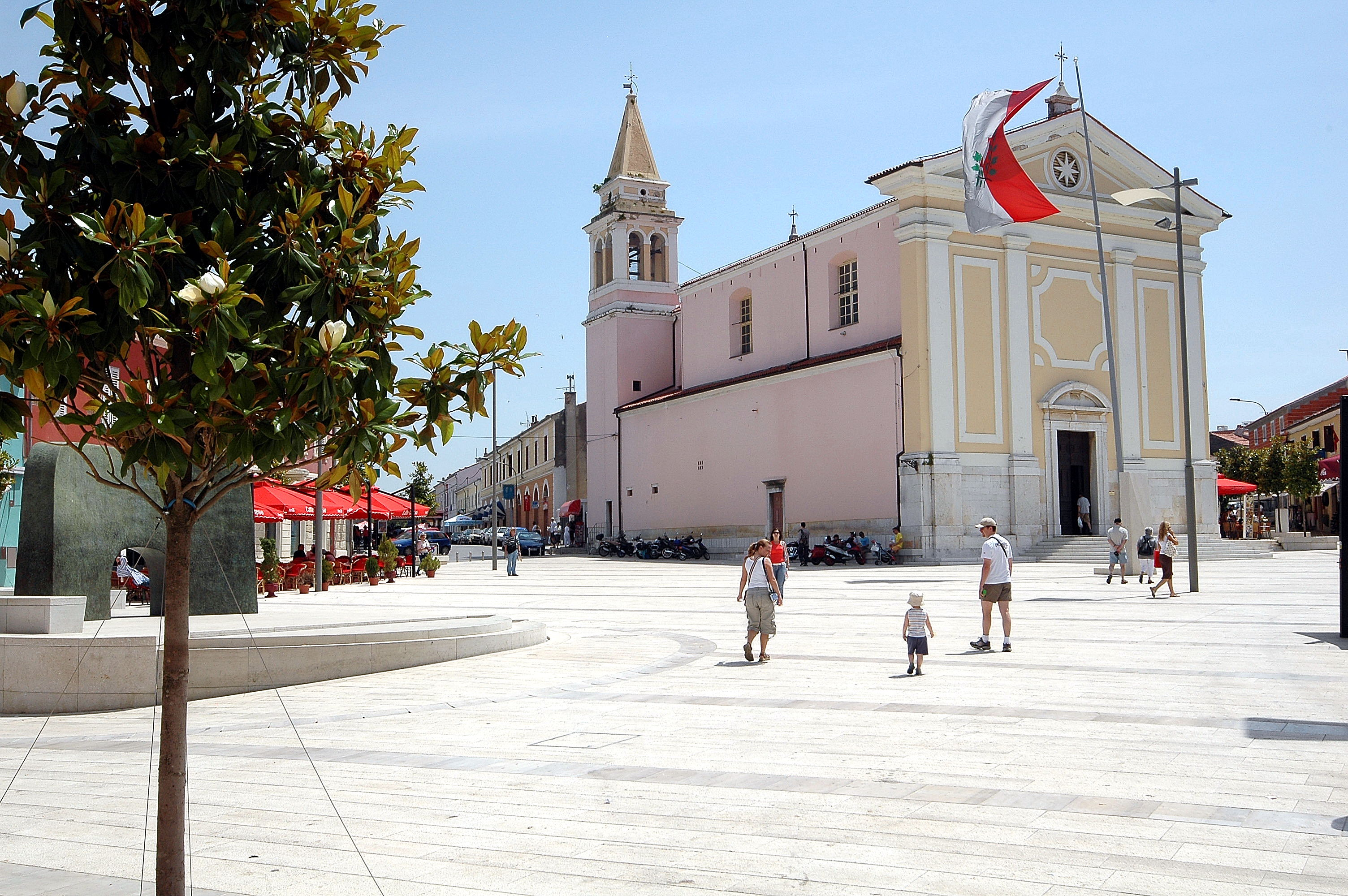
Hauptplatz mit Liebfrauenkirche
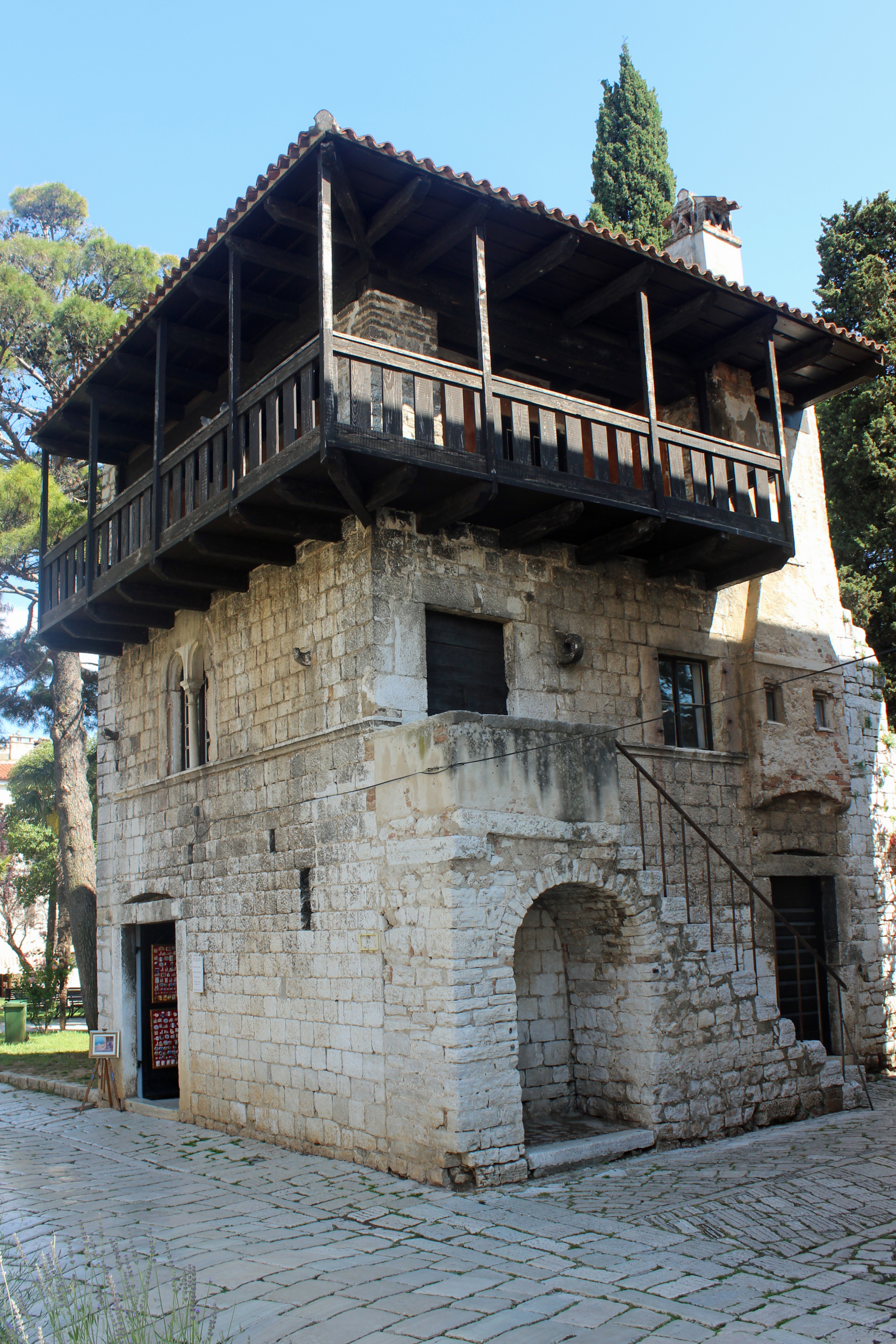
Romanisches Haus, 13. Jahrhundert
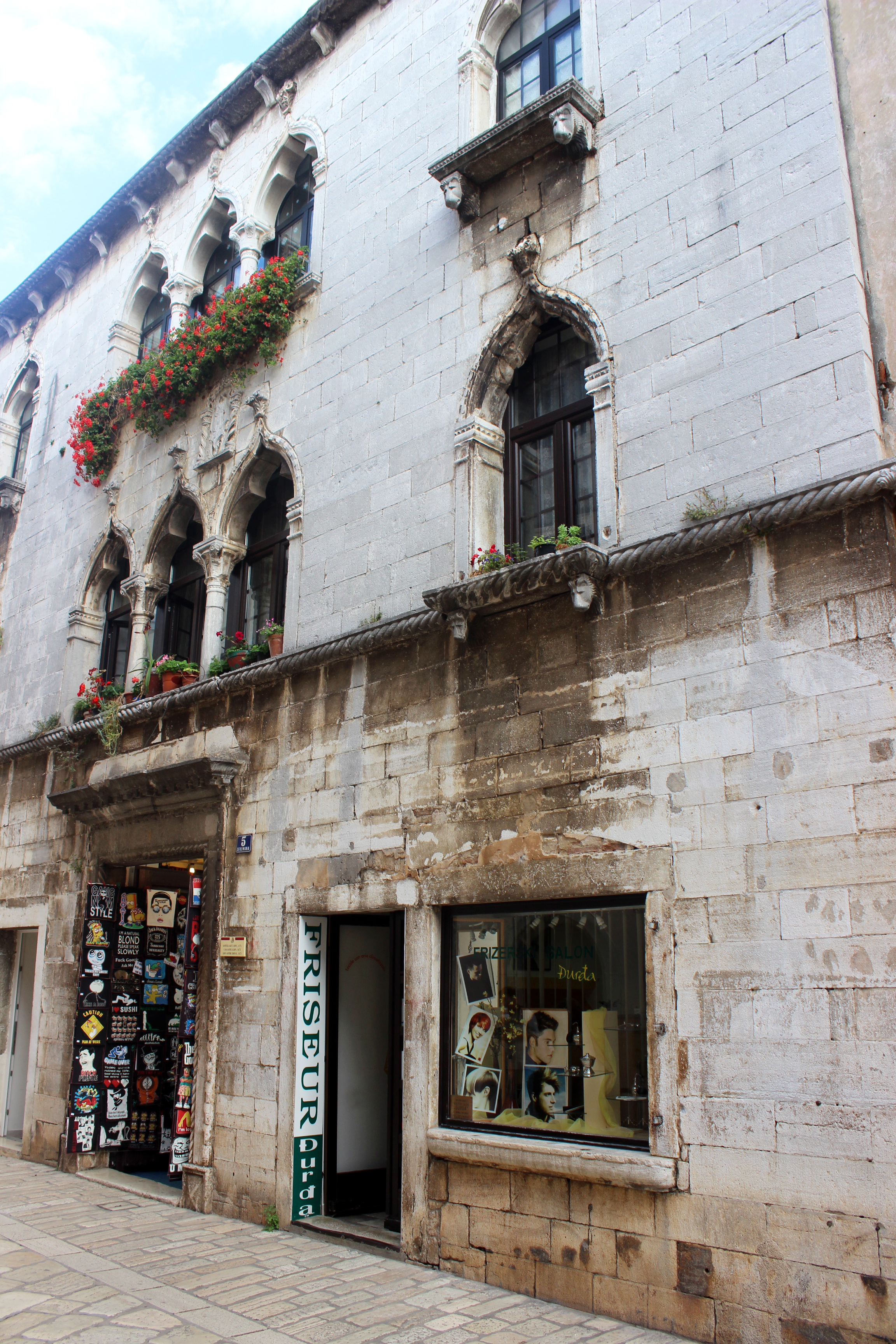
Gotisches Haus (Gotička kuća lion), 1473
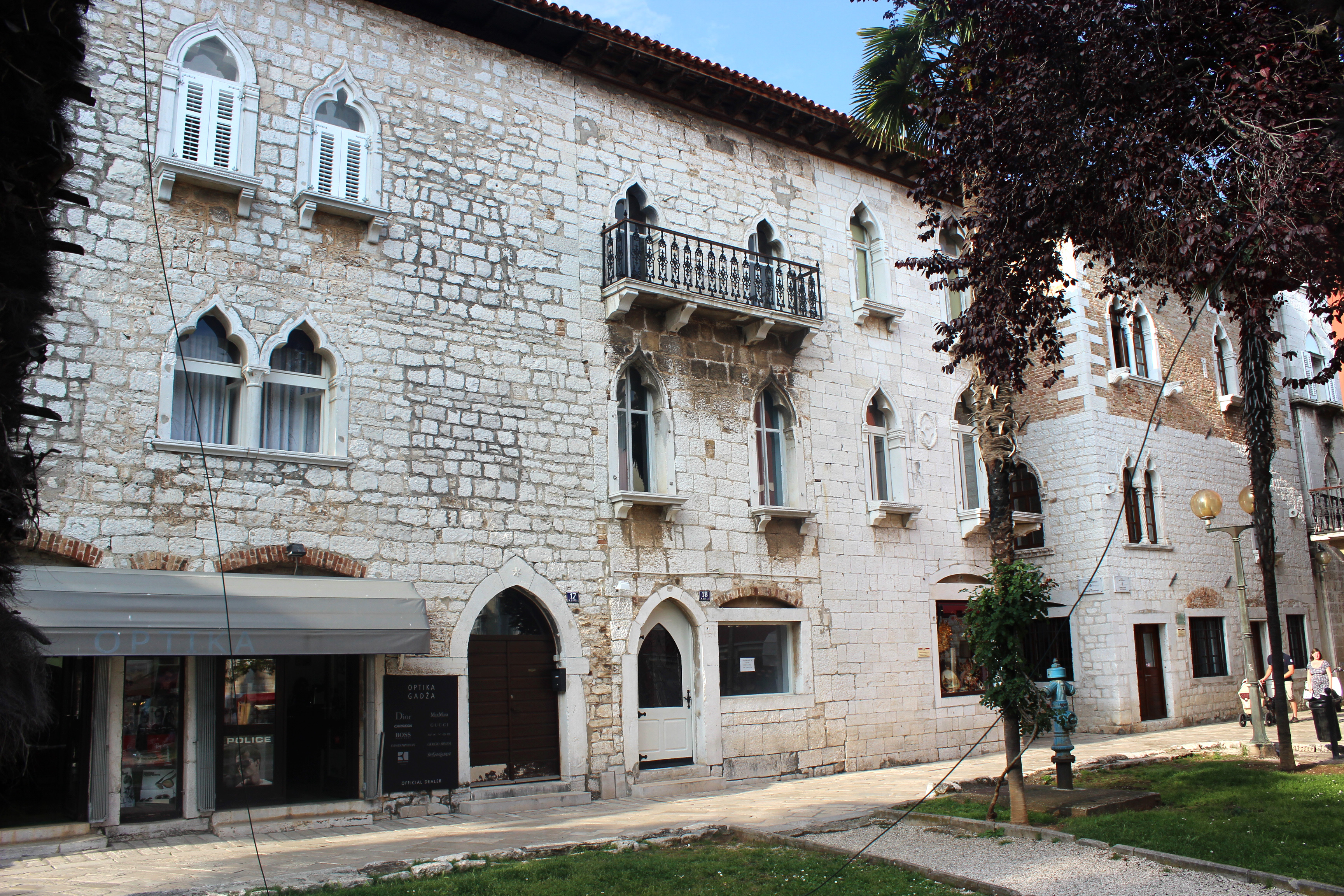
Gotischer Gebäudekomplex (Kompleks gotičkih kuća), 15. Jh.
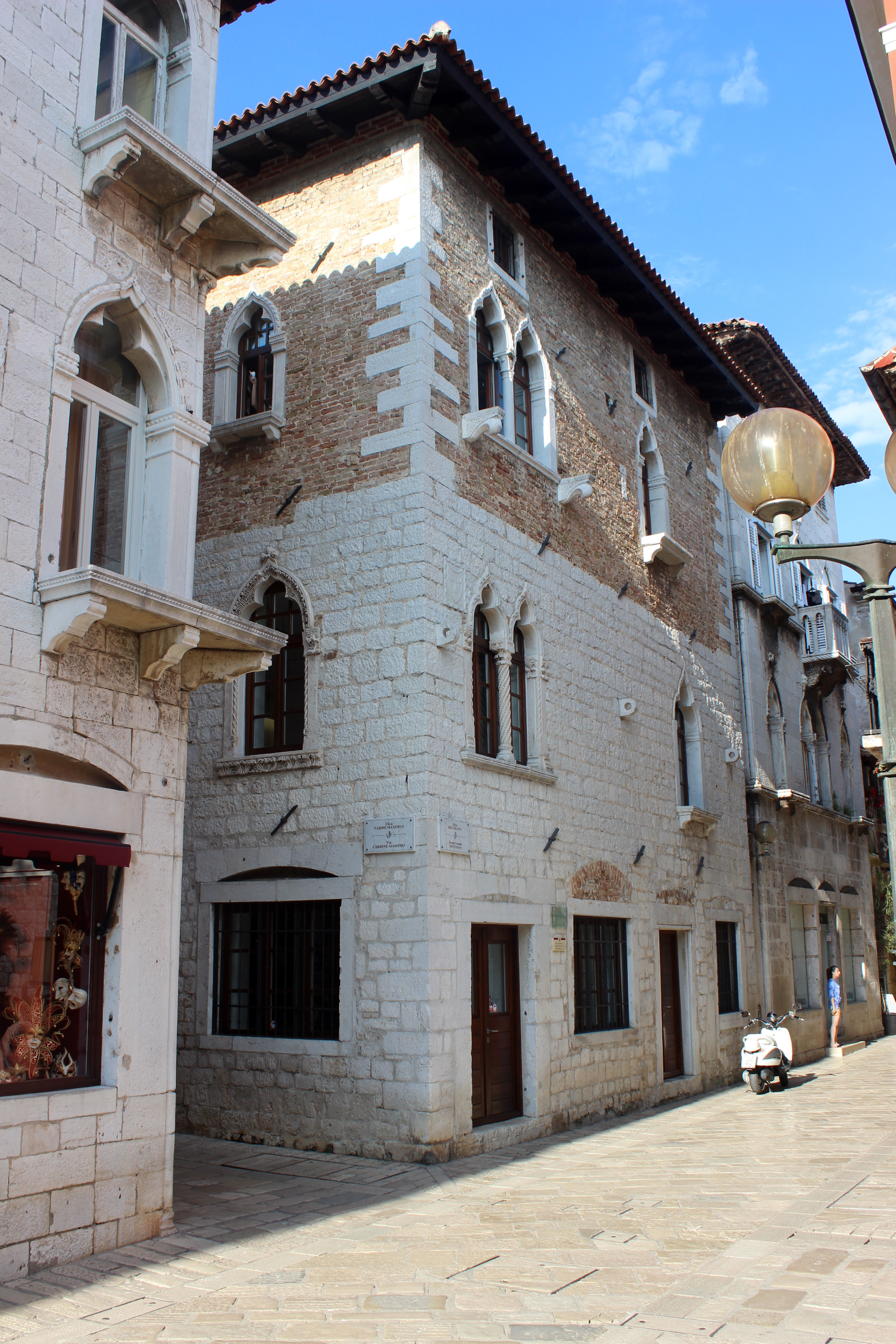
Zuccato Palast (Palazzo Zucatto), 15. Jh.
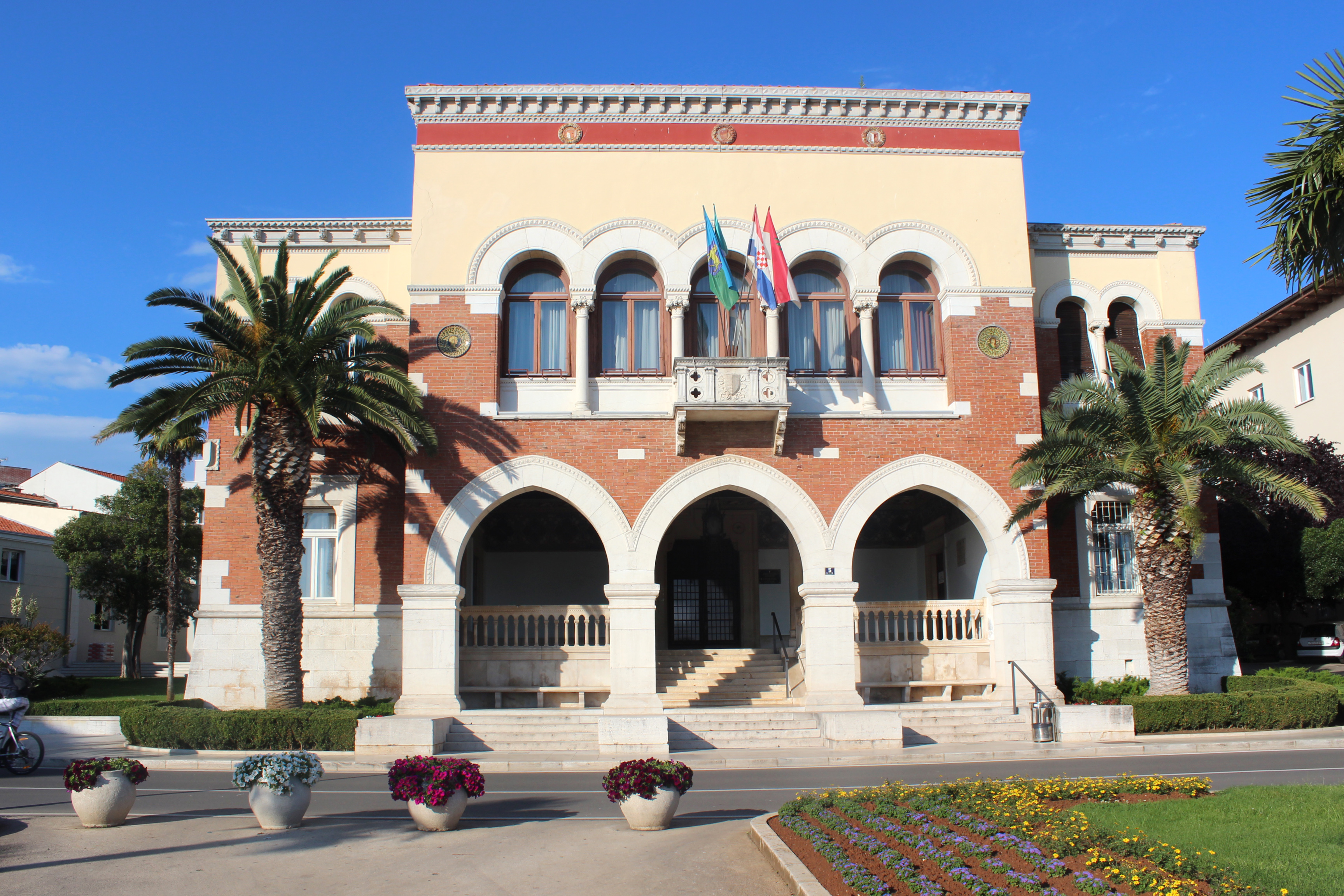
Rathaus (Gradska palača/municipio)
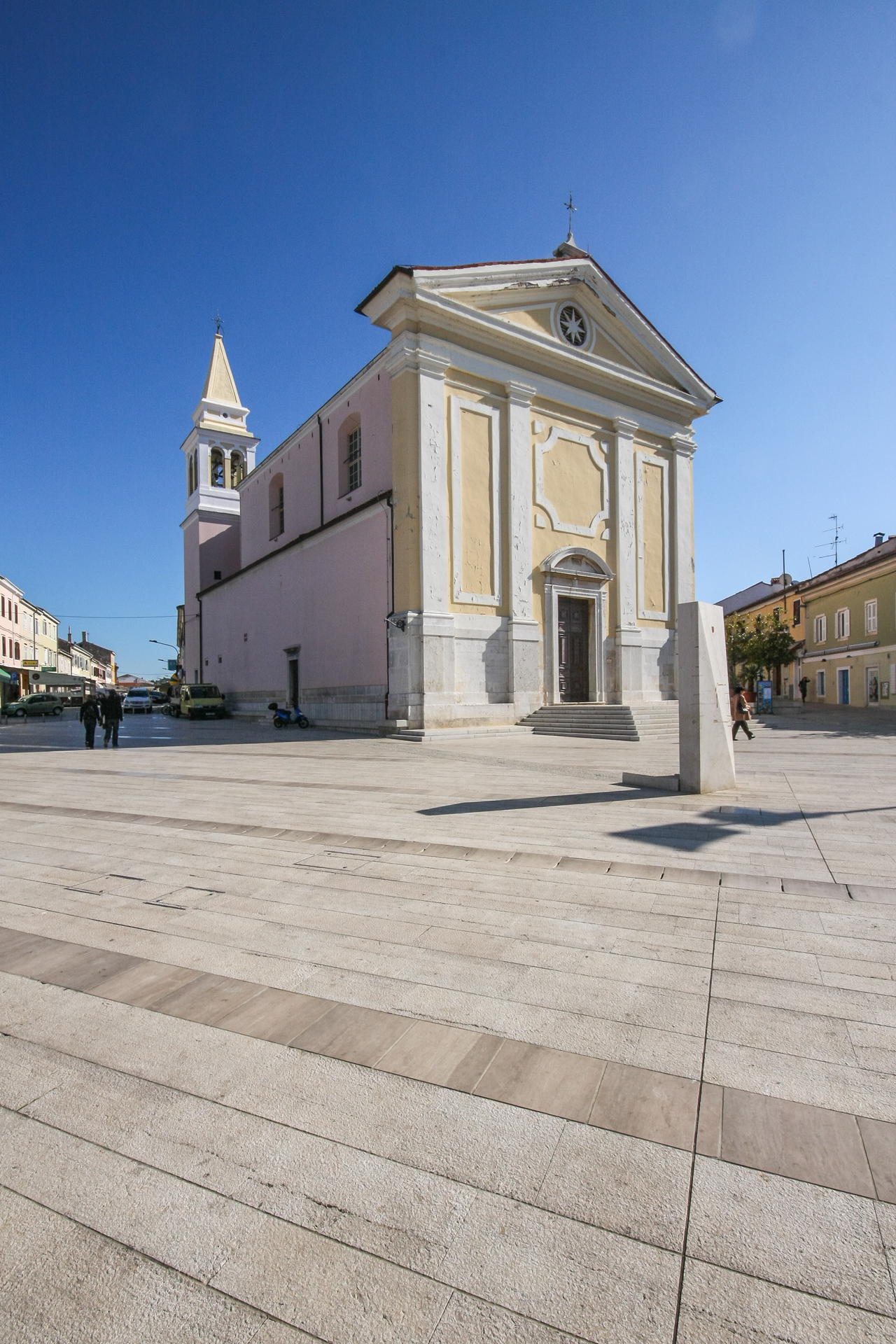
Die Kirche Unserer Lieben Frau von den Engeln am Hauptplatz der Stadt

## Sport
Der Handballverein RK Poreč trägt seine Heimspiele in der anlässlich der Handball-Weltmeisterschaft der Herren 2009 errichteten Športska dvorana Žatika aus. 2025 ist die Halle als ein Spielort der Handball-Weltmeisterschaft der Männer vorgesehen.
Seit 2000 findet jährlich das UCI-Straßenradrennen Poreč Trophy statt. Neben dem Eintagesrennen ist auch die darauffolgende Rundfahrt Istrian Spring Trophy jährlich zu Gast in Poreč.
Seit 2020 richtet die World Karate Federation jährlich im Sommer die Karate1 Youth League  und das WKF Youth Camp & Cup aus, zu dem Sportler aus der ganzen Welt anreisen.

## Volksfeste
In Poreč werden mehrere Volksfeste gefeiert. Der Tag der Stadt Poreč am 30. April ist ein Feiertag, an dem sportliche und kulturelle Veranstaltungen sowie Unterhaltungsprogramme stattfinden. Mandalenjina am letzten Sonntag im Juli ist ein traditionelles Volksfest und eine religiöse Feier zu Ehren der Heiligen Magdalena in Višnjan (Visignano). Rokova am 16. August ist ebenfalls ein Volksfest und eine religiöse Feier anlässlich des Feiertages Sveti Rok (San Rocco, dt. Sankt Rochus), dem Beschützer des Ortes Nova Vas (Villa Nova). Mavrova am 21. November ist eine religiöse Feier in den Kirchen von Poreč anlässlich des Feiertages St. Mauro, dem Schutzpatron der Stadt. An diesem Tag finden auf dem Trg Slobode (Piazza della Libertà, „Platz der Freiheit“) Sportveranstaltungen und Unterhaltungsprogramme statt.

## Verwaltungseinheiten
Die Verwaltungsgemeinde Poreč – Parenzo besteht laut Statut vom 28. März 2013 aus folgenden Gemeindegliederungen:
Antonci,
Baderna – Mompaderno,
Banki – Banchi,
Bašarinka – Balzarini,
Blagdanići,
Bonaci – Bonazzi,
Bratovići – Bratovici,
Brčići,
Buići,
Cancini,
Červar – Cervera,
Červar – Porat,
Čuši – Ciussi,
Dekovići,
Dračevac – Monspinoso,
Filipini,
Fuškulin – Foscolino,
Garbina – Garbina,
Jakići Gornji – Iachic,
Jasenovica – Frassineto,
Jehnići,
Jurići – Jurici,
Kadumi,
Katun – Cattuni,
Kirmenjak,
Kosinožići,
Kukci,
Ladrovići – Ladroni
Matulini – Mattulini,
Mičetići,
Mihatovići,
Mihelići,
Montižana – Montisana,
Mugeba – Monghebbo,
Musalež,
Nova Vas – Villanova,
Poreč – Parenzo,
Radmani,
Radoši kod Žbandaja – Radossi,
Rakovci – Racovaz,
Rupeni – Rupena,
Ružići – Rossi,
Stancija Vodopija – Stanzia Bevilaqua,
Starići – Starici,
Stranići kod Nove Vasi,
Šeraje – Seraie,
Štifanići – Stifanici,
Šušnjići – Susnici,
Valkarin – Valcarin,
Veleniki,
Vrvari – Barbari,
Vežnaveri – Vesnaveri,
Žbandaj.
(laut Statut grada Poreča / Statuto della città di Parenzo, Artikel 2)

## Städtepartnerschaften
- Städtepartnerschaften:
  -  Massa Lombarda, Italien, seit 1978[5]
  -  Siófok, Ungarn

- Städtefreundschaften:
  -  Poing, Deutschland, seit 2012[6]

- Sonstige Beziehungen:
  -  Stadtbezirk Prag 6, Tschechien, Freundschaft seit 2012[7]

## Persönlichkeiten

### Söhne und Töchter
- Giorgio Maria Albertini (1732–1810), Theologe
- Antonio Albertini (1776–1836), Dichter
- Šime Červar (1874–1931), Politiker und römisch-katholischer Priester
- Giuseppe Pagano (1896–1945), Architekt und Publizist, NS-Opfer
- Lina Galli (1899–1993), Schriftstellerin
- Antonio Crast (1911–1984), Schauspieler
- Mario Visintini (1913–1941), Jagdflieger
- Egidio Pribetti (* 1925), Weitspringer
- Nicolò Perusino (* 1934), Maler und Bildhauer, seit 1961 in der Schweiz tätig[8]
- Ivan Jakovčić (* 1957), Politiker
- Korado Korlević (* 1958), Astronom
- Marino Baldini (* 1963), Politiker
- Simon Sluga (* 1993), Fußballtorhüter
- Stjepan Davidović (* 2005), Fußballspieler

### Mit der Stadt verbundene Persönlichkeiten
- Euphrasius von Poreč († 560), christlicher Heiliger, Bischof von Poreč